# إدموند سبنسر
إدموند سبنسر (1552 – 13 يناير 1599) (بالإنجليزية:Edmund Spenser) شاعر إنجليزي، وصاحب القصيدة الملحمية الشهيرة ملكة الجن (بالإنجليزية: The Faerie Queene) وهي قصيدة ملحمية رمزية تحتفي بسلالة تيودور والملكة إليزابيث الأولى. يعد سبنسر أحد أهم رواد الشعر الإنجليزي المعاصر.

## حياته
ولد سبنسر في إيست سميثفيلد في لندن عام 1552، ومع ذلك لا يزال هناك بعض الغموض حول التاريخ الدقيق لميلاده. لا يُعرف أيضُا الكثير عن والده فربما كان ابن جون سبنسر صانع ملابس. تلقى تعليمه في مدرسة ميرشانت تايلور بلندن ثم في كلية بمبروك في كامبريدج.
أثناء وجوده في كامبريدج أصبح صديقًا للكاتب غابرييل هارفي [الإنجليزية] على الرغم من اختلاف وجهات نظرهم حول الشعر. في عام 1578 عمل لوقت قصير سكرتيرًا لجون يونغ أسقف روتشستر. في عام 1579 نشر كتابه (The Shepheardes Calender) وتزوج في نفس الوقت تقريبًا من زوجته الأولى ماشابياس تشايلد. وأنجب منها طفلين: سيلفانوس (ت 1638) وكاثرين.

## قصيدة ملكة الجن
تخلّد ذكر إدموند سبنسر قصيدته الرمزية الطويلة ملكة الجن التي قدَمت في جملة ما قدمت، تبريراً للمذهب البروتستانتي. وقد بشرت كذلك بالدفاع عن الموقف البيوريتاني تجاه الكنيسة. وكان ذلك بالنسبة إلى المفكرين آنذاك بالغ الأهمية، ويدخل في اهتماماتهم – والبيوريتانية جماعة بروستانتية في إنجلترة ونيوانغلند في أميركا، في القرنين 16 و 17 طالبت بتبسيط طقوس العبادة وبالتمسك الشديد بأهداب الفضيلة.
ولكن في حين يذكر الكثيرون هذه القصيدة، فان القليلين يعرفون أن نتاجه الشعري كان ضخماً، حتى في عصر تميز بالنتاج الشعري الضخم. وقد أدّى نشر ملكة الجن ورواجها إلى مطالبة الكثيرين بمطالعة أعماله الشعرية الأخرى.
كان سبنسر طوال السنوات سكرتيراً للمندوب الإنكليزي في أيرلنداوأقام في قصر كلكولمان. في عام 1598 أحرق الثوار الأيرلنديون المبنى ففقد أحد أبنائه بين ألسنة اللهب، عاد إلى إنكلترا وقد هدّه الحزن وتوفي بعد فترة قصيرة عام 1599 م ودُفن في كاتدرائية وستمنستر.

## روابط خارجية
- إدموند سبنسر على موقع الموسوعة البريطانية (الإنجليزية)
- إدموند سبنسر على موقع ميوزك برينز (الإنجليزية)
- إدموند سبنسر على موقع إن إن دي بي (الإنجليزية)
- إدموند سبنسر على موقع ديسكوغز (الإنجليزية)